# Christian Ferras
Christian Ferras (ur. 17 czerwca 1933 w Le Touquet-Paris-Plage, zm. 14 września 1982 w Paryżu) – francuski skrzypek.

## Życiorys
Studiował w konserwatorium w Nicei u Charles’a Bistesiego, po raz pierwszy wystąpił publicznie jako solista w 1942 roku. Kontynuował studia w Konserwatorium Paryskim u Renégo Benedettiego (skrzypce) i Josepha Calveta (kameralistyka), studia ukończył w 1946 roku z wyróżnieniem. Pobierał też prywatnie lekcje u George’a Enescu. W 1949 roku zdobył I nagrodę na Międzynarodowym Konkursie im. Marguerite Long i Jacques’a Thibaud. Od 1975 roku wykładał w Konserwatorium Paryskim.
Zasłynął jako wykonawca koncertów skrzypcowych okresu klasycyzmu i romantyzmu. Od 1964 roku często występował pod batutą Herberta von Karajana. Koncertował w Europie, Stanach Zjednoczonych, Południowej Afryce, Australii i Japonii. Był pierwszym wykonawcą Sonaty na skrzypce solo Arthura Honeggera (1948). W 1960 roku dokonał nagrania wszystkich sonat skrzypcowych Ludwiga van Beethovena.
W jego posiadaniu znajdowały się skrzypce Stradivariego „Président” z 1721 i „Minaloto” z 1728 roku.